# Carlos de Andrés Perdiguer
Carlos de Andrés Perdiguer (Barcelona, 21 de setembre de 1965) és un periodista esportiu, director del canal esportiu Teledeporte de 2008 a 2020. És comentarista habitual en les retransmissions de curses ciclistes de Televisió Espanyola.
Va començar a fer entrevistes i comentar curses de ciclisme des de la moto i la línia de meta a finals de la dècada del 1980. A partir del 2000, després de la mort de Pedro González Menéndez, va passar a la posició de comentarista, fent pràcticament tota la temporada. Des del 2005 només comenta el Giro d'Itàlia, el Tour de França, la Volta a Espanya i els campionats del món de ciclisme en ruta, tot i que no va comentar els mundials de Mendrisio el 2009. A partir del 2008, a Teledeporte (i principalment a causa de la pèrdua de drets esportius de TVE), ha pogut tornar a comentar proves com la Fletxa Valona, París-Roubaix i els Tres dies de Bruges-De Panne.
Als últims anys, els teleespectadors han pogut interaccionar amb els presentadors gràcies a preguntes penjades al web d'RTVE i a través de les xarxes socials.